# Zona 5
Zona 5, é um grupo angolano de hip hop e rap composto por cinco membros: Abd, Bruno Ag, Fabious, G.M. e Obie. Foi fundado em 2005, após um convite realizado por Obie a Fabious, juntamente com Xtasy e Be.

## Discografia
- Caixa dos Sonhos (2008)[4]
- Impressões Digitais (2011)[5]
- Tapete Vermelho (2013)[6]
- Libertuz (2017)[7][8]